# Claraboia
Claraboia (do francês claire-voie: 'sequência de janelas situada no alto da nave nas igrejas góticas', de claire: 'clara', e voie, 'via, caminho') é uma abertura, geralmente coberta por caixilho ou cúpula envidraçada, situada no teto das edificações ou no alto de uma parede, para permitir a entrada de luz ou a passagem de ventilação.
Em algumas construções, notadamente o Panteão de Roma, a claraboia tem a função de aliviar o peso da cúpula.
Claraboias podem ter diversos formatos — desde um óculo circular até, modernamente, um dispositivo envidraçado ou uma pequena cúpula de plástico semitransparente sobre a passagem na laje superior da construção, o que permite a iluminação e ventilação de cômodos interiores da edificação, nos quais não há janelas.